# Джанан Кафтанджиоглу
Джанан Кафтанджиоглу (тур. Canan Kaftancıoğlu; нар. 3 лютого 1972 р., Орду) — турецька лікарка і політична діячка, чинна керівниця Республіканської народної партії Стамбульського регіону.

## Ранній період
Народилася в селі Чіфтлік Сариджа, іл Месудіє, Орду. Є другою дитиною у родині вчителя початкових класів і домогосподарки. Після закінчення початкової та середньої школи в Орду, закінчила Стамбульський медичний факультет у 1995 році. Випускною роботою була "Судово-медична оцінка випадків катувань". Під час роботи лікарем швидкої допомоги в державній лікарні міста Сушехрі провінції Сівас познайомилася з Алі Накі Кафтанджиоглу, пара одружилася у 2001 році. 

## Політичне життя
У період з 2011 по 2012 рік обіймала посаду віце-президента Республіканської народної партії (РНП) у Стамбульському регіоні, відповідальною за пресу, культуру та комунікації. У 2012-2014 роках — провінційна представниця партії. На виборах 2014 року стала кандидатом у мери Мальтепе.  На 36-му провінційному конгресі РНП 13 січня 2018 року обрана президентом Стамбульського відділу партії. 
Після того, як Кафтанджиоглу стала президентом РНП провінції Стамбула, відкрито розслідування щодо її постів у соціальних мережах стосовно президента Реджепа Таїпа Ердогана. заяви, які підтримують Кафтанджиоглу, надійшли від її власної партії, а також Народно-демократичної партії.   Сама вона вибачилася перед Ердоганом за посаду. 

## Особисте життя
Одружена з педіатром Алі Накі Кафтанджиоглу, сином письменника Юміта Кафтанджиоглу. У подружжя є дочка Чагим Ишик. 

## Праці
- Roboski İstenmeyen Çocuklar, Müge Tuzcuoğlu derlemesi - İletişim Yayınları
- Bir Eflatun Ölüm, Eren Aysan - Um:Ag Yayınları